# Tycomarptes ficita
Tycomarptes ficita là một loài bướm đêm trong họ Noctuidae.